# Gasdinamica
La Gasdinamica è una branca della fluidodinamica che si occupa dello studio dei moti gassosi e dei suoi effetti con i sistemi fisici, basandosi sui principi della meccanica dei fluidi e della termodinamica.
Tale disciplina sorge dalla necessità dello studio dei flussi gassosi, spesso all'interno o nelle vicinanze di corpi, specialmente a velocità comparabili con la velocità del suono o oltre, ed a volte con significative modifiche di gas ed oggetti. Alcuni esempi di tali studi includono (ma non si limitano) fenomeni di flussi soffocati in ugelli di scarico e valvole, onde d'urto di aereo a reazione, riscaldamento aerodinamico, rientro atmosferico, flusso di Rayleigh in motori a reazione. A livello molecolare, la gasdinamica è lo studio della teoria cinetica dei gas, che spesso conduce a studi di diffusione molecolare, meccanica statistica, termodinamica chimica e termodinamica del non equilibrio. La gasdinamica è sinonimo di aerodinamica quando il gas considerato è l'aria e l'oggetto di studio è il volo. La gasdinamica è molto utilizzata in fase di progettazione di veicoli aerei e veicoli spaziali e dei rispettivi sistemi di propulsione.